# Zuverlässigkeit (Technik)
Die Zuverlässigkeit eines technischen Produkts oder Systems ist eine Eigenschaft (Verhaltensmerkmal), die angibt, wie verlässlich eine dem Produkt oder System zugewiesene Funktion in einem Zeitintervall erfüllt wird. Sie unterliegt einem stochastischen Prozess und kann qualitativ oder auch quantitativ (durch die Überlebenswahrscheinlichkeit) beschrieben werden; sie ist nicht unmittelbar messbar.
Hiervon sind die sogenannten deterministischen Eigenschaften (Merkmale) eines Produkts zu unterscheiden, welche direkt messbar sind (wie Gewicht, Abmessungen, Festigkeit, Farbe, elektrische und Wärmeleitfähigkeit).
Das Merkmal Zuverlässigkeit ist allen technischen Produkten inhärent, das heißt, dass kein technisches Produkt frei von der Möglichkeit ist, auszufallen.
Die Zuverlässigkeit eines Produkts kann entweder empirisch, durch die Ermittlung der Ausfallhäufigkeit, oder analytisch, aus der Ableitung der Zuverlässigkeitswerte der Teile des Produkts, ermittelt werden. Bei einfachen technischen Geräten wird in der Regel der empirische Ansatz gewählt. Bei komplexen industriellen Großanlagen lässt sich der Zuverlässigkeitsnachweis hinsichtlich gefährlicher Zustände in aller Regel nur analytisch führen.

## Historie der Zuverlässigkeitstechnik
Die Entwicklung militärischer Fluggeräte in den 1940er und -50er Jahren war mit hohen Ausfallraten der Fluggeräte verbunden (V1-Marschflugkörper in Deutschland, Minuteman System in den USA (VDI 4002), (MIL-HDBK-338)). Je umfangreicher und komplexer ein Gerät war, desto fehleranfälliger zeigte es sich. Es bestand daher die Notwendigkeit, Methoden zu entwickeln, mit denen die Zuverlässigkeit der Geräte gesteigert werden konnte. Dieses leitete die Entwicklung der Zuverlässigkeitsmethoden ein und ließ die Disziplin der Zuverlässigkeitstechnik entstehen.
In einer der ersten deutschsprachigen Zuverlässigkeitsliteratur, Technische Zuverlässigkeit, Messerschmitt-Bölkow-Blohm, Springer Verlag, 1977 heißt es:

„Die Zuverlässigkeit ist eine Sacheigenschaft, die durch eine statistisch zu messende Größe aufgrund beobachteter Ausfallhäufigkeiten empirisch oder mit Hilfe der Wahrscheinlichkeitsrechnung abgeschätzt werden kann.“

Der Bedarf nach geeigneten Methoden zur Ermittlung der Zuverlässigkeit technischer Produkte zeigte sich insbesondere in der Luft- und Raumfahrt und mit einigem Zeitversatz in der Kerntechnik. Die Modellierung der großtechnischen Systeme mit dem einfachen Blockdiagramm (Black Box) war nicht mehr ausreichend und erforderte verbesserte Methoden. In der amerikanischen Luft- und Raumfahrt kamen bereits Ende der 1960er-Jahre die Methoden der Fehlerbaum-, Ausfallart- und Fehlereffekt- (FMEA) und Fault Hazard Analyse zur Anwendung (beispielsweise Boeing – System Safety Documents).
In Deutschland erhielt die Zuverlässigkeitstechnik mit der Gründung des VDI-Fachausschusses Zuverlässigkeit und Qualitätskontrolle im Jahr 1964 (VDI 4001) und dem DIN-Facharbeitskreis Fachbereich KT Zuverlässigkeit kerntechnischer Anlagen ihre wesentliche methodische Grundlage. Sie fand ihren Niederschlag im VDI-Handbuch Technische Zuverlässigkeit (VDI 4001) sowie in den DIN-Normen Fehlerbaum-, Ereignisbaum-, Ausfallart- und Fehlereffekt-Analyse (DIN 25419, DIN 25424 und EN 60812). Diese Normen wurden über mehrere Jahre der Facharbeitstätigkeit erarbeitet und haben noch heute ihre Gültigkeit. Die Verwendung der verschiedenen Analysearten war jedoch je nach Erfahrungsstand des Anwenders sehr unterschiedlich. Es fehlte noch ein gesamtheitlicher Ansatz für die Methoden.
Aus diesem Erfahrungsstand heraus entwickelte sich auch die Methode der Risikoanalyse, die sich gleichermaßen der Methoden der Zuverlässigkeitstechnik bedient.
Mit der ersten Risikoanalyse für eine großtechnische Anlage, der sogenannten „Rasmussen-Studie“ (WASH-1400) Reactor Safety Study, an Assessment of Accident Risk in US Commercial NPP, NUREG -75/014, 1975 wurde auch erstmals ein gesamtheitlicher Ansatz für die Ereignisbaum- und Fehlerbaumanalyse erarbeitet. Die zu analysierenden Störfallabläufe waren derart komplex, dass sie nicht unmittelbar in einem Fehlerbaummodell dargestellt werden konnten. Die logischen Strukturen der Störfallabläufe ließen sich ungleich übersichtlicher in Ereignisbäumen darstellen. Über die Verzweigungspunkte im Ereignisbaum sind die Systeme, die zur Beherrschung des Störfalls dienen, eingebunden. Sie werden dann in den Fehlerbäumen analysiert und dargestellt.
Das Risikomodell der Gesamtanlage besteht dementsprechend aus einer Vielzahl von ineinander verzahnten Ereignis- und Fehlerbäumen, die in ihrer Gesamtheit nur noch mit den Mitteln eines Rechenprogramms analysiert und qualitätsgesichert werden können.
Mit der Anwendung der Risikoanalyse (Probabilistische Sicherheitsanalyse) wurde auch der Bedarf für eine Weiterführung der Zuverlässigkeits-Methoden deutlich, wie zum Beispiel die Human Factor Analyse (Menschlicher Faktor) (VDI 4006), die Analyse des abhängigen Ausfalls redundanter Komponenten (Common Cause Failure ~ Gemeinsam verursachte Ausfälle, GVA oder CCF) und die Quantifizierung der Unsicherheiten der Analyseergebnisse.
Dieser Entwicklungsstand spiegelt sich auch in der neuen Norm zur Ausfallart- und Fehlereffektanalyse (FMEA) (2006) gegenüber DIN 25448 (1990) wider. Im Änderungsvermerk zur neuen Norm wurden nach die folgenden Änderungen vorgenommen:

„a) Betrachtung von Ausfällen mit gemeinsamer Ursache; b) Einbeziehung menschlicher Einflüsse; c) Behandlung von Softwarefehlern; d) Einführung des Konzeptes von Fehlzustandsart-Auswirkungen und -Kritizität; e) Einbeziehung von in der Autoindustrie verbreitet genutzten Methoden; f) Ergänzte normative Verweisungen und Zusammenhänge mit anderen Fehlzustandsart-Analyse-Methoden; g) ergänzte Beispiele; h) Behandlung von Vorteilen und Nachteilen unterschiedlicher FMEA-Methoden.“

Die Methoden und Begriffe der Zuverlässigkeitstechnik sind heute in den nationalen und internationalen Normenwerken und Risikostandards umfassend beschrieben und gelten im Grundsatz für alle technischen Produkte und Systeme (vergleiche auch Abschnitt Anwendungsbereiche der Zuverlässigkeitstechnik).

## Zuverlässigkeitsmodelle
Die Zuverlässigkeiten großtechnischer Anlagen – wie ein Chemiewerk oder Kernkraftwerk – können aufgrund ihrer Komplexität und der geringen Versagenswahrscheinlichkeiten nicht allein aus der Betriebsbeobachtung gewonnen werden. Hierzu bedient man sich analytischer Zuverlässigkeitsmodelle, wie dem Fehlerbaum- und Ereignisbaummodell, in denen die Ausfallstruktur des Gesamtsystems abgebildet und berechnet wird. Die Berechnung der Zuverlässigkeit beziehungsweise der Versagenswahrscheinlichkeit des Gesamtsystems erfolgt dann auf der Grundlage der empirisch gewonnenen Ausfallhäufigkeiten (Ausfallraten) der Einzelkomponenten des Systems. Die mathematische Ableitung der Zuverlässigkeit durch die Ausfallrate ist in Ausfallrate dargestellt.
Die Durchführung komplexer Zuverlässigkeitsanalysen erfordert ein erfahrenes Bearbeitungsteam, eine systematische Planung aller erforderlichen Arbeitsschritte, eine geeignete Zuverlässigkeitsdatenbasis und eine Zuverlässigkeitssoftware.
Diese organisatorische Aufgabe wird mit Zuverlässigkeitsmanagement (Dependability Management) bezeichnet und ist in VDI 4003 und IEC 60300 umfassend beschrieben.
VDI 4003 gibt auch einen Gesamtüberblick über die Vielzahl der heute zur Anwendung kommenden analytischen Methoden zur Zuverlässigkeitsanalyse und -ermittlung.

## Software-Zuverlässigkeit
Software-Zuverlässigkeit wird definiert als die Wahrscheinlichkeit einer fehlerfreien Software-Anwendung über eine spezifizierte Zeitdauer und unter spezifizierten Umgebungsbedingungen (nach ANSI91, MIL-HDBK-338B, Kap. 9.1).
Software ist immateriell und  unterliegt keinem Verschleißmechanismus, wie es bei Hardware der Fall ist. Die Fehlerrate der Software ist damit unabhängig von ihrem Alter und der Häufigkeit ihrer Anwendung.
Drei verschiedene Fehlerarten von Software werden unterschieden:
- Fehlerhafte Anforderung: Fehler in der Software-Anforderung, die die  Umgebungsbedingungen, in der die Software verwendet wird, spezifiziert.
- Auslegungsfehler: Fehlerhafte Auslegung in Bezug auf die  spezifizierte Anforderung.
- Programmfehler: Fehlerhafte Programmierung hinsichtlich Übereinstimmung mit dem Software-Entwurf.

Software muss immer in Hardware implementiert werden, bevor sie getestet werden kann. Wenn ein Fehler auftritt, ist in der Regel schwierig festzustellen, ob der Fehler auf die Hardware, Software oder auf deren Interaktion zurückzuführen ist ( Kap. 9-3).
Softwarefehler, soweit sie nicht bereits bei den Entwicklungsprüfungen erkannt und eliminiert wurden, liegen als verdeckte Fehlermechanismen vor (latente Fehler, vgl. Kap. 2.2), die erst unter bestimmten Systembedingungen in Erscheinung treten. Mit der Häufigkeit unterschiedlicher Systemanwendungen wächst auch die Häufigkeit der Erkennung latenter Fehler, und durch die Elimination der latenten Fehler sinkt die Fehlerrate der Software (entsprechend den Frühausfällen von Hardware-Systemen, vgl.).
(Testverfahren zur Überprüfung der Software, siehe Software-Zuverlässigkeit)

## Zuverlässigkeitsdaten

### Allgemeines
Die Ermittlung verlässlicher probabilistischer Daten ist für die Zuverlässigkeitsanalyse von besonderer Bedeutung. Sie werden aus der Betriebserfahrung im Einsatz der technischen Produkte gewonnen, in dem die Häufigkeiten und Ursachen der Ausfälle gleichartiger Produkte systematisch ausgewertet werden.
Die Erfahrungen aus diesen Datenerhebungen zeigen, dass das Ausfallverhalten technischer Produkte über ihre Lebensdauern generell drei verschiedene Phasen durchläuft.
Zu Beginn des Einsatzes des Produktes treten vermehrt die sogenannten Frühausfälle auf, die durch anfängliche Auslegungsschwächen begründet sind und mit zunehmender Betriebserfahrung korrigiert werden. Danach schließt sich die sogenannte Brauchbarkeitsphase an, die durch ein geringes und weitgehend konstantes Ausfallverhalten gekennzeichnet ist. Die Ausfallwahrscheinlichkeit eines solchen Systems ist exponentialverteilt. Am Ende der Lebensdauer treten vermehrt Verschleißausfälle auf, die wiederum zum Anstieg der Ausfallhäufigkeit – bis hin zur Unbrauchbarkeit des Produktes – führen. Der Verlauf der Ausfallrate ist durch die sogenannte „Badewannen-Kurve“ („Bathtub curve“) (Gerätelebensdauer) charakterisiert (VDI 4010, Blatt 3). Zur Modellierung von Zuverlässigkeit, die durch fallende, konstante oder steigende Ausfallraten charakterisiert ist, kann die Weibull-Verteilung mit ihrer, diesbezüglich sehr flexiblen Parametrisierung, verwendet werden.
MTBF (engl.: mean time between failures) ist auch ein Maß für die Zuverlässigkeit von Einheiten (Baugruppen, Geräte oder Anlagen), die sich instand setzen (reparieren) lassen.
Für den Fall, dass die Ausfallrate konstant ist (die Zuverlässigkeitsgröße ist exponentialverteilt; es gibt lediglich Zufallsausfälle), erhält man aus dem Kehrwert der Ausfallrate den MTBF. Letzteres gilt auch für die Zuverlässigkeitsangabe MTTF (engl.: mean time to failure), welche für nicht-reparierbare Einheiten genutzt wird.
Die systematische Erhebung von Zuverlässigkeitsdaten aus der Betriebserfahrung ist in der Regel aufwendig, kostenintensiv und über längere Zeiträume notwendig. Die Bereitstellung qualifizierter Zuverlässigkeitsdaten erfordert nicht nur ein erfahrenes Team von Zuverlässigkeitsexperten, sondern auch die – nicht immer selbstverständliche – Mitwirkung von erfahrenen Betriebsingenieuren, die für eine qualifizierte Beurteilung der beobachteten Ausfallursachen notwendig sind. Allgemein zugängliche Zuverlässigkeitsdatenbanken standen daher – im Vergleich zu den Zuverlässigkeitsmethoden – auch erst zu einem sehr viel späteren Zeitpunkt zur Verfügung (vgl.).
Weitere wichtige Zuverlässigkeitsgrößen sind die Nichtverfügbarkeit  sowie die Fehlerrate des „Gemeinsamverursachten Ausfalls“ (GVA)  redundanter technischer Einrichtungen und Komponenten.
Die Nichtverfügbarkeit kommt im Zuverlässigkeitsmodell (z. B. dem Fehlerbaum) für so genannte Stand-by-Komponenten zur Anwendung, die im Anforderungsfall in Funktion treten sollen (z. B. der Notstromdiesel bei Stromausfall, der Brandmelder und die Feuerlöschpumpe im Brandfall) (vgl. Kap. 3.2.5.2, Kap. 2.1.4 und 6.3).
Für diese Komponenten wird in der stand-by-Phase in der Regel der passive (nichtselbstmeldende) Ausfall angenommen und mit einer entsprechenden Ausfallrate bewertet. Die Nichtverfügbarkeit als probabilistische Größe ermittelt sich dann aus dem Produkt der  Ausfallrate (Annahme: λ ist konstant und ≪1) und der Zeitdauer bis zur nächsten Funktionsprüfung der Komponente. Das Prüfintervall der Komponente geht damit linear in die Nichtverfügbarkeit der Komponente ein.
Zusätzlich wird die Nichtverfügbarkeit durch die Instandsetzungszeit bei Ausfall der Komponente als aditativer Teil zur stand-by-Nichtverfügbarkeit bestimmt (aus dem Produkt von Ausfallrate und Instandsetzungszeit).
Bei redundanten technischen Einrichtungen und Komponenten, die in ihrer Art gleich sind, besteht grundsätzlich die Möglichkeit, dass beide Einheiten durch einen gemeinsamen Fehlermechanismus ausfallen können, der als „Gemeinsamverursachter Ausfall“ (GVA) bezeichnet wird. Im Rahmen der Probabilistischen Sicherheitsanalysen (PSA) für Kernkraftwerke wurden national wie international umfangreiche Methodenentwicklungen zur Analyse und Datenerfassung von GVA durchgeführt (vgl. Kap. 3.3, Anhang A).

### Lebensdauer-Bestimmung nach Arrhenius
Eine Methode zur Bestimmung der Lebensdauern / Fehlerraten ist das beschleunigte Alterungsverfahren nach der Arrhenius- oder Eyring-Methode, die häufig von Komponentenherstellern bei kleinen Komponenten-Populationen angewendet wird. Die Methode (vgl. Highly Accelerated Life Test und End of Life Tests) ist in verschiedenen Standards festgelegt:
- ISO-Standard 18921:2008, “Imaging materials -- Compact discs (CD-ROM) -- Method for estimating the life expectancy based on the effects of temperature and relative humidity”.
- Standard ECMA-379 (identisch zu ISO/IEC 10995:2008), “Test Method for the Estimation of the Archival Lifetime of Optical Media”.
- USA – National Institute of Standards and Technology (NIST):  „Optical Media Longevity Study“.

Aus Feldversuchen ist jedoch bekannt, dass die Ergebnisse aus diesen Laborversuchen die reale Fehlerrate häufig unterschätzt, da nicht alle möglichen Fehlermechanismen vorausgedacht und im Labor nachgebildet werden können. In einem großen Feldversuch für Computer-Festplatten wurden jährliche Fehlerraten zwischen ca. 2 bis 9 % ermittelt, wohingegen die Herstellerangaben unter 2 % lagen.
In der Informationstechnik gewinnt für die Langzeitarchivierung digitaler Informationen die Bestimmung der Lebensdauern digitaler Datenträger (wie Festplatten, USB-Sticks, CD, DVD, Magnetbänder und Disketten) zunehmende Bedeutung.
Aufgrund der sehr unterschiedlichen Technologien der Datenträger  haben diese unterschiedliche Versagensmechanismen und dementsprechend auch unterschiedliche Lebensdauern (vgl. Wikipedia Informationstechnik).

## Begriffsdefinitionen
Der Begriff Zuverlässigkeit (Reliability/Dependability) hat in den Normwerken zwei unterschiedliche Bedeutungen. Er wird einerseits als ein übergeordnetes Merkmal, das andere Merkmale mit einschließt, und andererseits als alleinstehendes Merkmal angesehen (vgl. nachstehende Definitionen). Die zum Teil abweichenden Definitionen im deutschen und englischen Sprachraum machen auch deutlich, dass der Prozess der Begriffsdefinitionen zur Zuverlässigkeitstechnik noch nicht abgeschlossen ist.
Zuverlässigkeit
Zusammenfassender Ausdruck für die Funktionszuverlässigkeit, Verfügbarkeit, Sicherheit, Instandhaltbarkeit. (VDI 4003 – Zuverlässigkeitsmanagement, 2005-07)
„Beschaffenheit einer Einheit bezüglich ihrer Eignung, während oder nach vorgegebenen Zeitspannen bei vorgegebenen Anwendungsbedingungen die Zuverlässigkeitsforderung zu erfüllen.“ (DIN 40041:1990-12)
Dependability
„Collective term used to describe the availability performance and its influencing factors: reliability performance, maintainability performance and maintenance support performance.“ (IEC 60050, 191-02-06)
RAMS
Abkürzung für Reliability, Availability, Maintainability, Safety
Der Begriff RAMS hat sich in verschiedenen Industriebranchen durchgesetzt, wie beispielsweise in EN 50126: Bahnanwendungen – Spezifikation und Nachweis der Zuverlässigkeit, Verfügbarkeit, Instandhaltbarkeit, Sicherheit (RAMS); Deutsche Fassung: 1999
Funktionszuverlässigkeit
Fähigkeit einer Betrachtungseinheit, eine geforderte Funktion unter gegebenen Bedingungen für ein gegebenes Zeitintervall zu erfüllen. Die Funktionszuverlässigkeit kann einerseits qualitativ beschrieben oder andererseits quantitativ als Überlebenswahrscheinlichkeit ermittelt werden. (VDI 4003)
Reliability
„The ability of an item to perform a required function under given conditions for a given time interval.“ (IEC 60050, 191-02-06)
„The probability that an item can perform a required function under given conditions for a given time interval.“ (IEC 50, 1992)
„The capability of the software product to maintain a specified level of performance when used under specified conditions.“ (IEC 9126-1, 2001)
Verfügbarkeit
Fähigkeit einer Einheit, zu einem gegebenen Zeitpunkt oder während eines gegebenen Zeitintervalls eine geforderte Funktion unter gegebenen Bedingungen erfüllen zu können, vorausgesetzt, dass die erforderlichen äußeren Hilfsmittel bereitgestellt sind. (IEV 191-02-05)
Betrachtungseinheit
Die Betrachtungseinheit (auch Einheit) ist Gegenstand der Zuverlässigkeitsuntersuchung, sie kann Teil eines Produktes oder das gesamte Produkt sein. Sie muss definiert werden. (VDI 4003)
Produkt
Unter dem Begriff Produkt werden eindeutig beschriebene, lieferbare, aus Hardware- und/oder Software-Anteilen zusammengesetzte Geräte, Systeme, Verfahren, Prozesse, Anlagen und Dienstleistungen verstanden und als abgegrenzte Einheit (Betrachtungseinheit) aufgefasst. (VDI 4003)
Beispiele:
- Straßenverkehr – Verkehrswege (Straßen) – Verkehrsregeln – Fahrzeuge – Personen (Fahrer, Passanten)
- Fahrzeuge – Fahrzeugteilsysteme (Bremssystem) – Scheibenbremse – Bremsklötze.

Die Begriffe Produkt, Betrachtungseinheit und System werden im Sinne der hier genannten Definitionen als synonym verstanden.

## Ziele des Zuverlässigkeitsmanagements

### Allgemein
- Nachweis einer geringen Ausfallwahrscheinlichkeit des Produkts
- Optimierung der Zuverlässigkeit, Verfügbarkeit, Instandhaltung und Sicherheit des Produkts über seinen gesamten Lebenszyklus
- Systemverbesserung durch Vergleich alternativer Systementwürfe mittels Zuverlässigkeitsbewertung
- Erkennung kritischer Komponenten (Schwachstellenanalyse)
- Optimierung der Instandhaltungsprozesse

### Spezifisch
- Gewinnung von Planungswerten für den Einsatz des Produktes unter ökonomischen wie Risikoaspekten
- Definition der Zuverlässigkeitsziele – Vergleich der Zielwerte mit Daten aus der Betriebsbeobachtung
- Garantie, Gewährleistung, Produkthaftung.
- Aufbau einer Wissensbasis über die Zuverlässigkeitsmerkmale des Produkts.
- Gewinnung von Kennzahlen zur quantitativen Bewertung der Qualität, Schutzgüte und Elektrosicherheit elektrotechnischer Anlagen und Geräte aus der Sicht des Arbeitsschutzes

### Zuverlässigkeitserhöhende Maßnahmen
- Einsatz betriebsbewährter und qualifizierter Komponenten
- Einsatz redundanter und diversitärer Komponenten
- Maßnahmen der Fehlerselbsterkennung
- Anwendung des Prinzips „Fail-Safe“
- Prüfbarkeit der Komponenten und Systemkomplexe
- Qualifizierung der Instandhaltung der Komponenten
- Ergonomische Gestaltung der Bedienbarkeit der Komponenten
- Auswertung des Erfahrungsrückflusses zur Verbesserung der Zuverlässigkeitsdatenbasis, die gleichermaßen Aufschluss über die Effektivität des Zuverlässigkeitsmanagements gibt.

## Anwendungsbereiche und Regelwerke der Zuverlässigkeitstechnik
Die Anwendung der Zuverlässigkeitstechnik in den verschiedenen Industriebereichen spiegelt sich ganz wesentlich in den branchenspezifischen Regelwerken wider, welche hier nachfolgend – ohne Anspruch auf Vollständigkeit – aufgeführt sind.

### Luft- und Raumfahrt
- FAA: System Safety Handbook, December 2000[14]
- NASA: Fault Tree Handbook with Aerospace Applications, office of safety and mission assurance, W. Vesely u. a., Version 1.1, August 2002[15]
- MIL-HDBK-338B: Electronic Reliability Design Handbook (10-1998)[1]
- EUROCONTROL: Review of techniques to support the EATMP safety assessment methodology, Volume 1, 01/2004

### Kerntechnik
NRC
- NUREG-0492: Fault Tree Handbook, W. E. Vesely, F. F. Goldberg, N. H. Roberts, D. F. Haasl, 1981[16]
- NUREG/CR-2300: PRA Procedures Guide: A Guide to the Performance of Probabilistic Risk Assessments for Nuclear Power [17]

IAEA
- Development and Application of Level 1 Probabilistic Safety Assessment for Nuclear Power Plants, Specific Safety Guide Series No. SSG-3, April 27, 2010[18]
- Development and Application of Level 2 Probabilistic Safety Assessment for Nuclear Power Plants, Specific Safety Guide Series No. SSG-4, May 25, 2010[19]

### Automobilindustrie
In der Automobilindustrie kommt (international) die FMEA (Failure Mode and Effects Analysis) insbesondere in der Design- bzw. Entwicklungsphase neuer Produkte oder Prozesse zur Anwendung und wird auch von Lieferanten von Serienteilen für die Automobilhersteller gefordert (siehe FMEA).
- QS-9000: FMEA – Fehler-Möglichkeits- und -Einfluss-Analyse[20]
- Zentralverband Elektrotechnik- und Elektronikindustrie (ZVEI): Handbook for Robustness Validation of Semiconductor Devices in Automotive Applications, 04/2007
- SEA: The New – J1879 – Robustness Validation Standard – A New Approach for Optimum Performance Levels,[21]
- Robustness Validation

### Chemie, Öl- & Gasindustrie
- Health and Safety Executive: Application of QRA in operational safety issues, 2002
- NORSOK STANDARD Z-013: Risk and emergency preparedness analysis, 1. September 2001[22]
- American Petroleum Institute: API-Publication 581, Base Resource Document – Risk-Based Inspection[23]
- OREDA: Offshore Reliability Data Handbook. 2002.[8]

### Bahnindustrie
- EN 50126-2: Bahnanwendungen – Spezifikation und Nachweis der Zuverlässigkeit, Verfügbarkeit, Instandhaltbarkeit, Sicherheit (RAMS); Deutsche Fassung: 1999
- The Yellow Book: Engineering Safety Management Published by Rail Safety and Standards Board on behalf of the UK rail industry.[24]

### Elektroenergie- und Gerätetechnik (Elektrosicherheit)
- Siegfried Altmann (Hrsg.): Elektrosicherheit und Zuverlässigkeit. Wissenschaftliche Berichte TH Leipzig 1985, Heft 13; 1988, Heft 9; 1989, Heft 16 (siehe[25]).
- Siegfried Altmann (Hrsg.): Elektrosicherheit und Zuverlässigkeit. ELEKTRIE, Berlin, 1980, Heft 4; 1982, Heft 6 und 1985, Heft 9 (siehe[25]).

## Verweise